# Bert Olmstead
Murray Albert Olmstead, detto Bert (4 settembre 1926 – High River, 16 novembre 2015), è stato un hockeista su ghiaccio canadese.

## Biografia
Nel corso della sua carriera ha giocato con Moose Jaw Canucks (1944-1946), Kansas City Pla-Mors (1946-1948, 1948/49), Chicago Black Hawks (1948/49, 1949-1951), Milwaukee Seagulls (1950/51), Montreal Canadiens (1950-1958) e Toronto Maple Leafs (1958-1962).
Nel 1985 è stato inserito nella Hockey Hall of Fame.